# Elpidia Carrillo

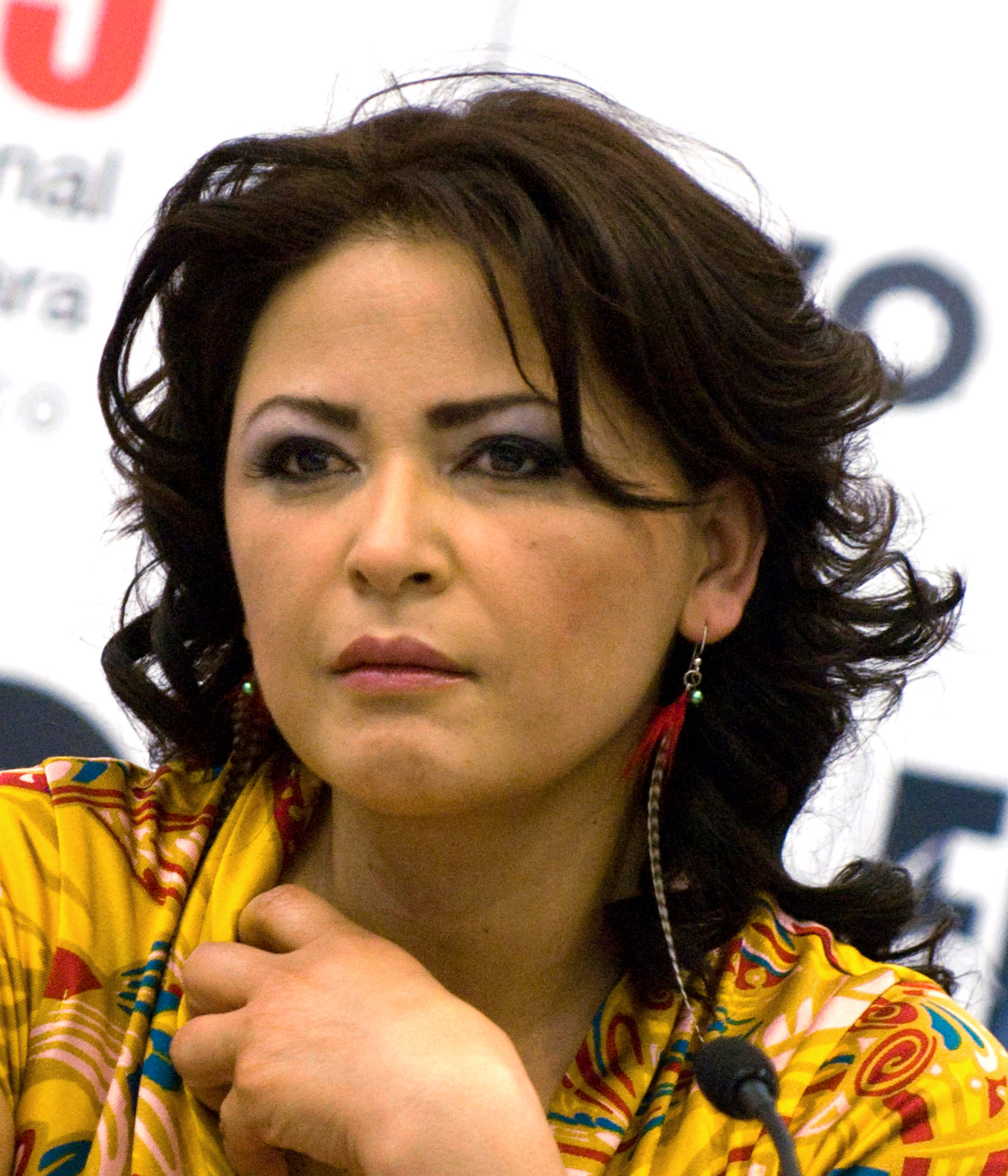
Elpidia Carrillo (2010)

Elpidia Carrillo (* 16. August 1961 in Michoacán) ist eine mexikanische Schauspielerin, die in mehreren Hollywood-Filmen aufgetreten ist.

## Leben
Elpidia Carrillo gab 1982 ihr Hollywooddebüt in dem Film Grenzpatrouille. Ihren Durchbruch hatte sie in der Rolle der Maria im 1986 erschienenen Film Salvador, an der Seite von James Woods. Die Rolle brachte ihr bei den Independent Spirit Awards 1987 eine Nominierung in der Kategorie Beste Hauptdarstellerin ein.
1987 trat sie im Actionfilm Predator neben Arnold Schwarzenegger, Carl Weathers, Shane Black und Jesse Ventura als Anna auf. In der gleichen Rolle war sie 1990 kurz in Predator 2 zu sehen.
In Johnny Depps Regiedebüt The Brave übernahm Carrillo 1997 die Rolle der Rita. Seit Mitte der 2010er Jahre war sie in Fernsehserien wie Nashville, Mayans M.C. oder Euphoria zu sehen.
2018 wurde Elpidia Carrillo in die Academy of Motion Picture Arts and Sciences aufgenommen, die jährlich die Oscars vergibt.

## Filmografie (Auswahl)
- 1977: Deseos
- 1978: Pedro Paramo
- 1978: Neue Welt (Nuevo Mundo)
- 1979: Bandera Rota
- 1980: Mein Freund Winnetou (Winnetou le Mescaléro, Fernsehserie)
- 1980: Chicoasén
- 1980: El Jugador de Ajedrez
- 1981: La Virgen Robada (Kurzfilm)
- 1981: Histoires extraordinaires (Fernsehserie, 1 Folge)
- 1982: Grenzpatrouille (The Border)
- 1983: Der Honorarkonsul (The Honorary Consul)
- 1983: Under Fire
- 1985: Christopher Columbus (Miniserie)
- 1985: Bartholome – oder die Rückkehr der weißen Götter (Fernsehfilm)
- 1986: Salvador
- 1986: Holt Harry Raus! (Let’s Get Harry)
- 1987: Predator
- 1988: Una Cita con el Destino
- 1989: Miami Vice (Fernsehserie, 2 Folgen)
- 1990: Der Nachtfalke (Midnight Caller, Fernsehserie, 1 Folge)
- 1990: The Assassin
- 1990: 21 Jump Street – Tatort Klassenzimmer (21 Jump Street, Fernsehserie, 1 Folge)
- 1990: Action Jackson 2 – Gefährliche Begierde (Dangerous Passion, Fernsehfilm)
- 1990: Predator 2
- 1991: Against the Law (Fernsehserie, 1 Folge)
- 1991: Ciudad de ciegos
- 1991: Im Teufelssturm (Lightning Field, Fernsehfilm)
- 1991: Die Staatsanwältin und der Cop (Reasonable Doubts, Fernsehserie, 1 Folge)
- 1994: Tochter des Puma (La Hija del Puma)
- 1995: La casa del abuelo (Kurzfilm)
- 1995: Meine Familie (My Family)
- 1995: Charlie Grace – Der Schnüffler (Charlie Grace, Fernsehserie, 1 Folge)
- 1996: The Lazarus Man (Fernsehserie, 1 Folge)
- 1996: De tripas, corazón (Kurzfilm)
- 1997: Pretender (The Pretender, Fernsehserie, 1 Folge)
- 1997: The Brave
- 1997: Cracker (Fernsehserie, 1 Folge)
- 1998: La Otra Conquista
- 1998: They Come at Night
- 1998: Un Embrujo
- 2000: Gefühle, die man sieht – Things You Can Tell (Things You Can Tell Just by Looking at Her)
- 2000: Emergency Room – Die Notaufnahme (ER, Fernsehserie, 1 Folge)
- 2000: Bread and Roses
- 2001: Resurrection Blvd. (Fernsehserie, 1 Folge)
- 2002: Law & Order: Special Victims Unit (Fernsehserie, 1 Folge)
- 2002: La Otra (mexikanische Telenovela, 1 Folge)
- 2002: Solaris
- 2003: Kingpin (Miniserie, 2 Folgen)
- 2004: A Day Without a Mexican
- 2004: Killer Snake (Kurzfilm)
- 2005: Nine Lives
- 2006: Ladrones y mentirosos
- 2007: Tortilla Heaven
- 2008: The Mentalist (Fernsehserie, 1 Folge)
- 2008: Sieben Leben (Seven Pounds)
- 2009: Mütter und Töchter (Mother and Child)
- 2013: Solidarity (Kurzfilm)
- 2014: Familia Gang
- 2014–2015: Nashville (Fernsehserie, 3 Folgen)
- 2016: Foreign Land
- 2018: Relentless
- 2018–2019: Mayans M.C. (Fernsehserie, 3 Folgen)
- 2019: Euphoria (Fernsehserie, 2 Folgen)
- 2019: Chateau Vato
- 2021: Madres – Der Fluch (Madres)
- 2022: Guillermo del Toro’s Cabinet of Curiosities (Fernsehserie, Folge 1x01)
- 2023: Blue Beetle